# Hotel California
Hotel California är ett musikalbum av den amerikanska rockgruppen Eagles, släppt den 8 december 1976. Det var Joe Walshs första album som medlem i gruppen, efter att han ersatt originalmedlemmen Bernie Leadon. Det var också Randy Meisner sista album med gruppen.
Albumet är näst efter deras första greatest hits-samling den framgångsrikaste skivan gruppen givit ut. Det nådde förstaplatsen på albumlistan i USA och andraplatsen i Storbritannien. I USA har det sålt 16x platina. Det nominerades även till en Grammy för bästa album. 2003 rankade musiktidningen Rolling Stone albumet som 37:a på listan The 500 Greatest Albums of All Time. Både albumet och låten är invalda i Grammy Hall of Fame.
Singlarna "New Kid in Town" och "Hotel California" låg båda på förstaplatsen på Billboard Hot 100, medan "Life in the Fast Lane" som bäst nådde en elfteplats.
Skivomslaget visar en bild på The Beverly Hills Hotel i Los Angeles, taget i solnedgång.

## Låtlista

### Sid 1
1. "Hotel California" (Don Felder, Glenn Frey, Don Henley) – 6:30
2. "New Kid in Town" (Glenn Frey, Don Henley, J.D. Souther) – 5:04
3. "Life in the Fast Lane" (Glenn Frey, Don Henley, Joe Walsh) – 4:46
4. "Wasted Time" (Glenn Frey, Don Henley) – 4:55

### Sid 2
1. "Wasted Time (Reprise)" (instrumental) (Glenn Frey, Don Henley, Jim Ed Norman) – 1:22
2. "Victim of Love" (Don Felder, Glenn Frey, Don Henley, J.D. Souther) – 4:11
3. "Pretty Maids All in a Row" (Joe Vitale, Joe Walsh) – 4:05
4. "Try and Love Again" (Randy Meisner) – 5:10
5. "The Last Resort" (Don Felder, Glenn Frey) – 7:25

## Medverkande
- Don Felder – gitarr, pedal steel guitar, sång
- Glenn Frey – gitarr, piano, clavinet, synthesizer, slidegitarr, sång
- Don Henley – trummor, percussion, synthesizer, sång
- Randy Meisner – basgitarr, guitarrón, sång
- Joe Walsh – gitarr, slidegitarr, piano, elpiano, orgel, synthesizer, sång

## Listplaceringar
| Lista (1976-1977) | Position              |
| ----------------- | --------------------- |
| Australien        | 1 (Kent Music Report) |
| Danmark           | 6 (DR "Top 20")       |
| Finland           | 2                     |
| Frankrike         | 2                     |
| Japan             | 2 (Oricon)            |
| Kanada            | 1 (RPM)               |
| Nederländerna     | 1                     |
| Norge             | 1 (VG-lista)          |
| Nya Zeeland       | 1                     |
| Storbritannien    | 2 (UK Albums Chart)   |
| Sverige           | 3 (Topplistan)        |
| USA               | 1 (Billboard 200)     |
| Västtyskland      | 3                     |
| Österrike         | 9                     |